# Yoki

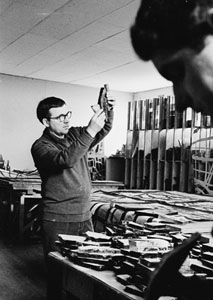
Yoki (1966)

Yoki (* 21. Februar 1922 in Romont FR als Emile Aebischer; † 12. November 2012 in Givisiez), heimatberechtigt in Heitenried und St. Antoni FR, war ein Schweizer Künstler.

## Leben
Emile Aebischer wurde 1922 als Sohn des Emile Aebischer, Sattler, und der Clotilde geb. Gauthier geboren. 1951 heiratete er die irische Schauspielerin Joan O’Boyle. Er fand 1937 Arbeit in der Glasfabrik Electroverre in Romont, war von 1939 bis 1942 Zeichner bei Fernand Dumas und arbeitete bis 1946 im Architekturbüro von Dumas und Denis Honegger. Er war von 1946 bis 1947 Schüler an der Akademie von André Lhote in Paris. Yoki pflegte enge Kontakte mit Germaine Richier, Maurice Barraud und Gino Severini. Nach den Zerstörungen im Zweiten Weltkrieg beteiligte sich Yoki von 1950 bis 1961 als Architekt, Dekorateur sowie Landschafts- und Glasmaler am denkmalpflegerischen Wiederaufbau in Deutschland, Großbritannien und Frankreich.
Als der Bildhauer Emile Angéloz und sein Bruder, der Maler und Bildhauer Louis Angéloz (1912–1948), 1960 das von den Benediktinern aufgegebene Schloss Corbières kauften, richtete Yoki sein Atelier auf dem Dachboden ein. Der Fotograf René Bersier (1930–2016) bezog zusammen mit dem Bildhauer und Maler Bernard Schorder (1918–2011) das Erdgeschoss. Die Künstlergruppe gründete das Kunstforum «AEL-Galerie», das jeden Sonntag von bis zu 40 Personen besucht wurde. 1970 löste sich die Gruppe auf.
Mit Glasentwürfen für die Kirche Christ-Roi in Freiburg (1972) trug er zur Erneuerung der schweizerischen Sakralkunst bei. 1981 war er Mitgründer des Musée suisse du vitrail et des arts du verre in Romont.
Emile Aebischer und Joan O’Boyle sind die Eltern von Patrick Aebischer, der von 2000 bis 2016 Präsident der ETH Lausanne war.

## Ehrungen
- 1996: Chevalier des Arts et Lettres[2]
- 1996: Prix Claude Blancpain